# 中浜漁港 (京都府)

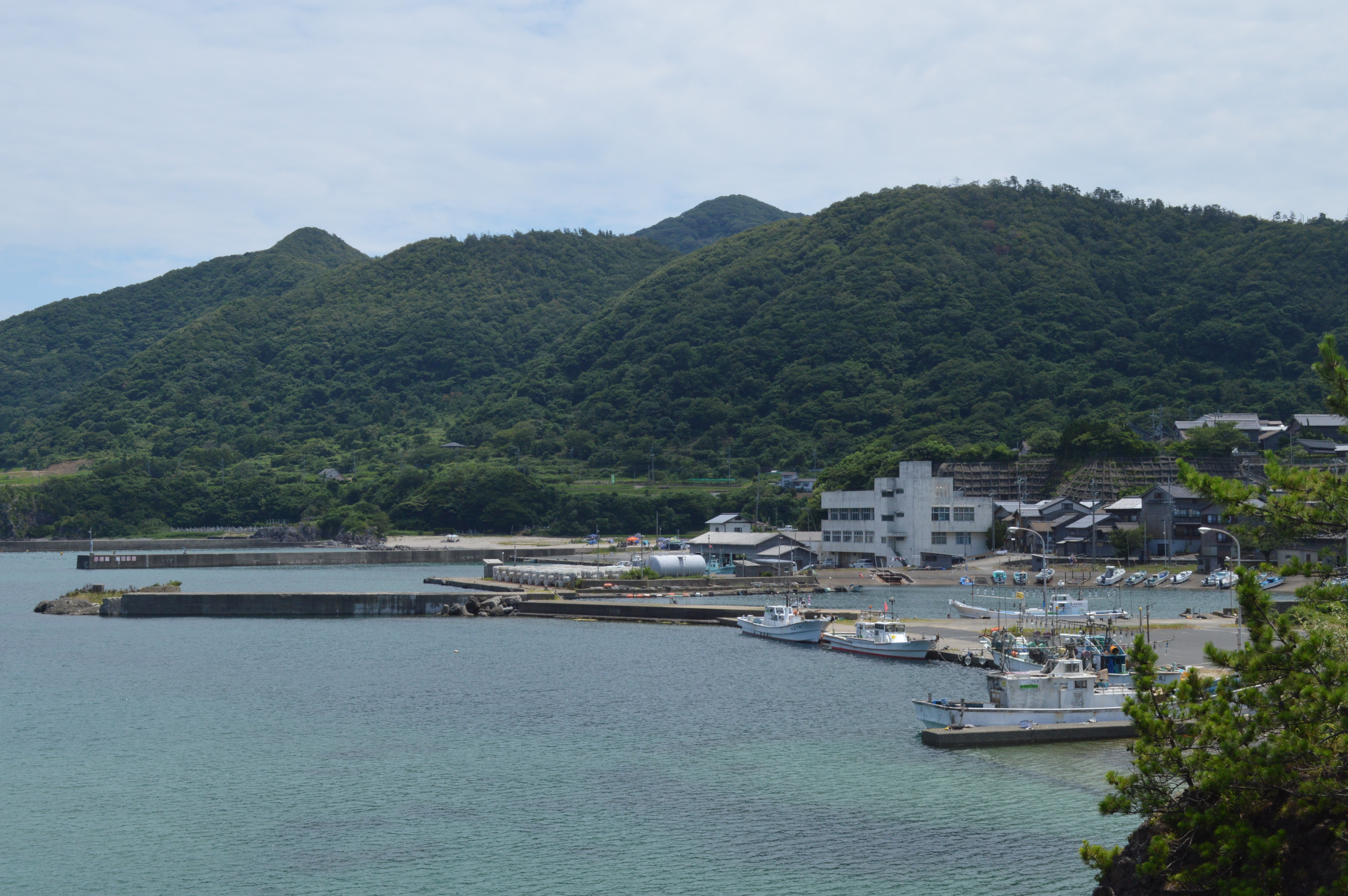
中浜漁港

中浜漁港（なかはまぎょこう）は、京都府京丹後市丹後町中浜・久僧にある港湾。漁港漁場整備法（昭和25年5月2日法律第137号）第1章第5条に規定する第4種漁港であり、日本海中部における避難港としての機能を担っている。

## 概要

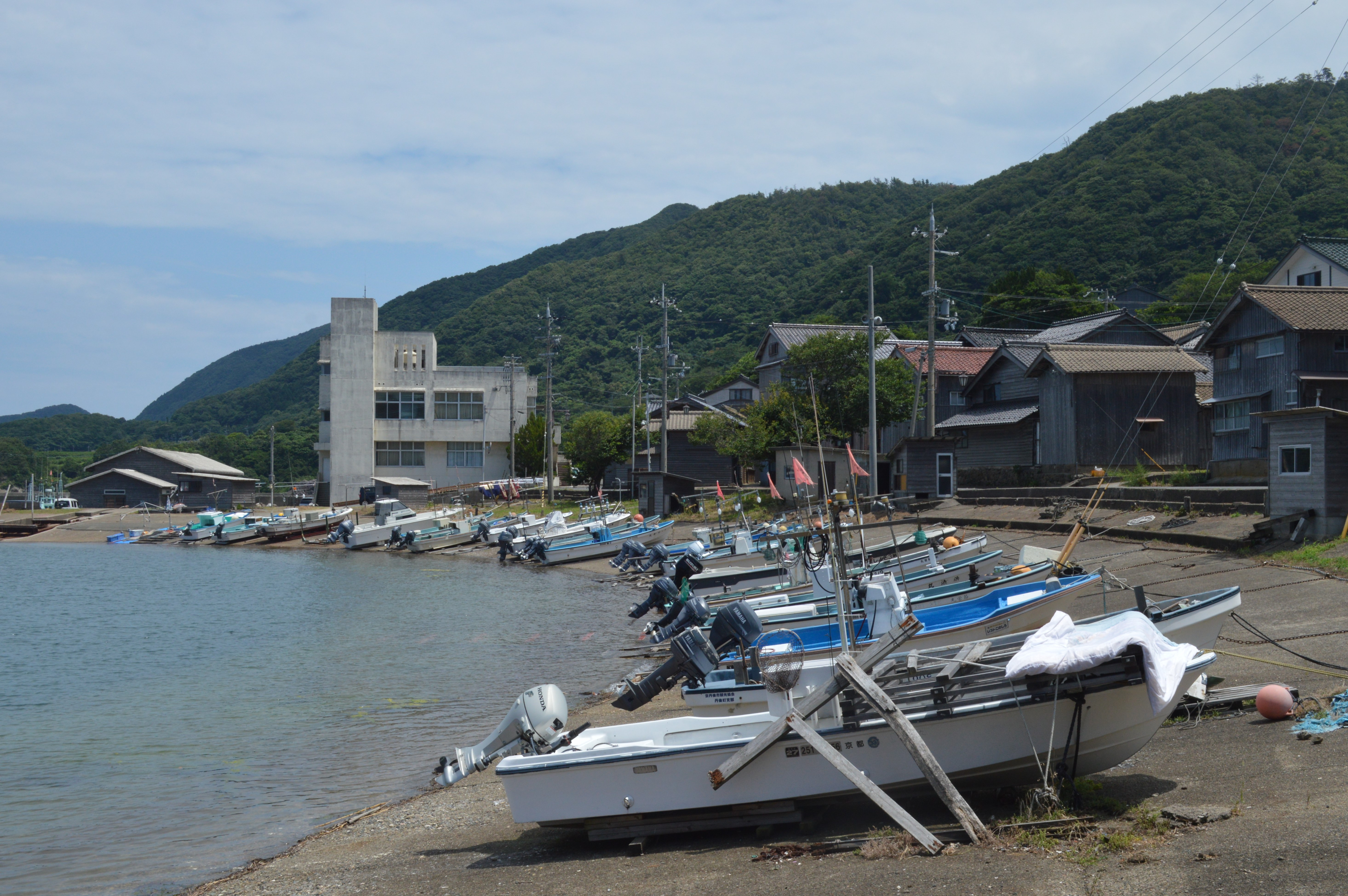
中浜漁港

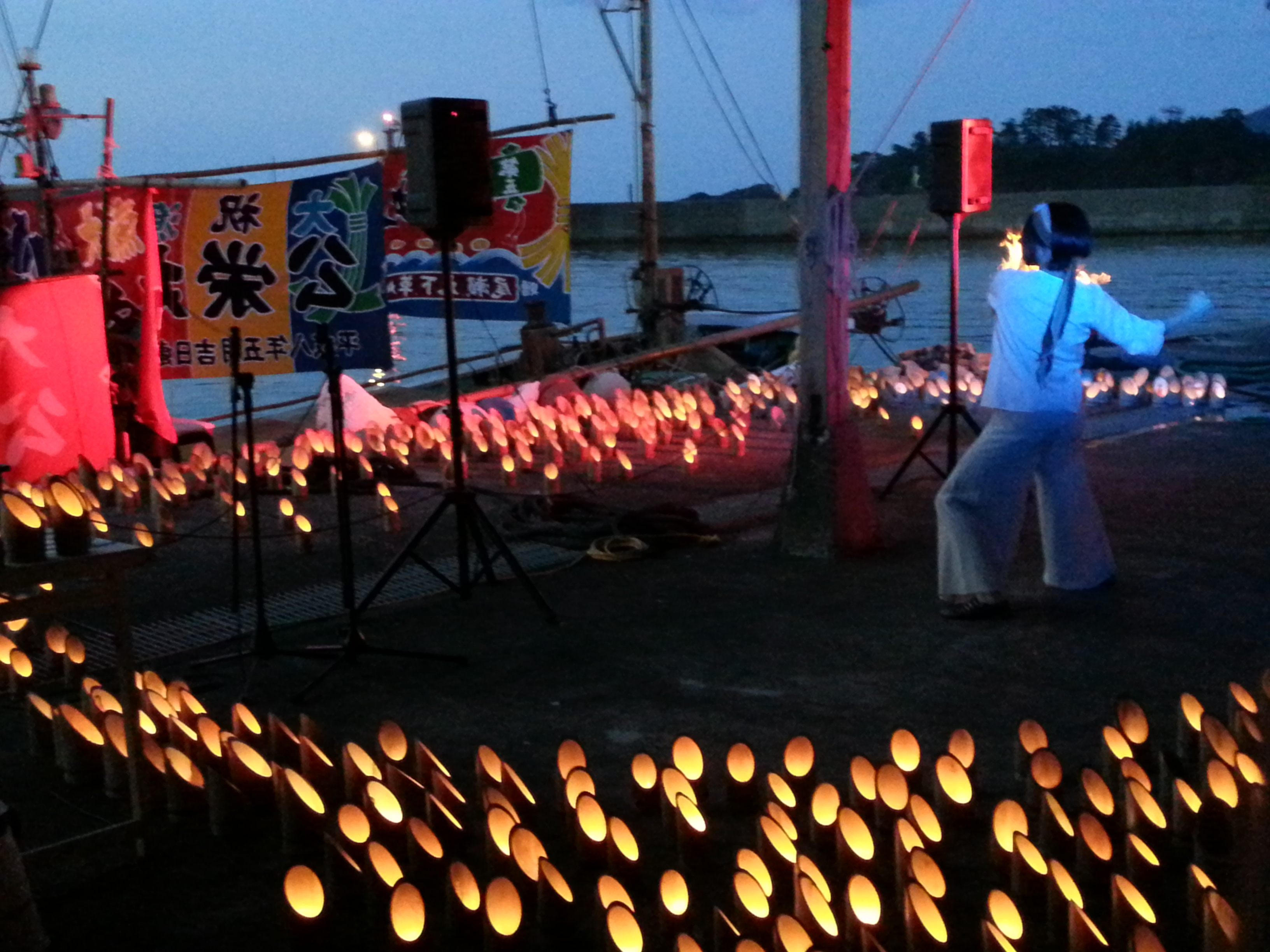
中浜漁港で行われた「茜色の祭典」（2014年）

- 所在地 - 京都府京丹後市丹後町中浜・久僧
- 管理者 - 京都府
- 漁業協同組合 - 京都府漁業協同組合
- 組合員数 -
- 漁港番号 - 3040010

## 沿革
- 室町時代後期の大永年間（1521年～1528年）には若狭国三方郡日向村から漁民が移住[1]。
- 安土桃山時代と江戸時代にまたがる慶長年間（1596年～1614年）に漁業が隆盛し、近村部落随一とされた[1]。
- 前面が岩礁で荒磯のため、波が強い時は船の出入りが困難であり、立地条件は悪い[2]。
- 1932年（昭和7年）頃 - 内防波堤（60m）が完成。大呂防潮堤（63m）が完成[2]。
- 1935年（昭和10年） - 海面358坪を埋め立て[2]。
- 1940年（昭和15年） - 木造平屋建の集出荷場を新設[2]。防波堤（142m）が完成[2]。
- 1951年（昭和26年）8月21日 - 第4種漁港に指定[3]。
- 1951年（昭和26年） - 東物揚場（87.8m）が完成[2]。

## 主な魚種
- アジ類[3]
- ブリ[3]
- イカ類[3]

## 主な漁業
- 小型定置網
- 小型底引網
- 採貝藻漁業